# Мирољио (Кунео)
Мирољио је насеље у Италији у округу Кунео, региону Пијемонт.
Према процени из 2011. у насељу је живело 104 становника. Насеље се налази на надморској висини од 810 м.